# Владимир Мицев
Владимир Мицев е български общественик от Македония.

## Биография
Роден е в 1895 година в Крушево, тогава в Османската империя. Преселва се в Свободна България и се установява в София, като участва дейно в обществения живот на македонските българи, емигрирали в Свободна България. Става член на Съюза на македонските братства.
През 1926 година е избран за касиер на Крушевското благотворително братство.
На 2 септември 1934 година Охридското, Крушевското, Гевгелийското, Ениджевардарското и Малашевско-Паланечкото дружества организират конференция, подкрепена от новата власт, на която избират Временен македонски национален комитет и Мицев е избран за касиер на организацията.
Умира в 1955 година в София. Погребан е в Централните софийски гробища.